# Bratonečice
Bratonečice so naselje v Občini Sveti Tomaž.
Bratonečice so razloženo naselje z gručastim jedrom na levem bregu Sejanskega potoka. Na mestu kužnega znamenja je bila leta 1836 zgrajena Marijina kapelica.
Jelen- raznovrstnost živalskega sveta je v tem kmečkem okolju pustila močan pečat. Med hrasti in vrbjem je svoj mir izboril plahi, toda veličastni jelen, zato so si ga prebivalci bratonečič izbrali za svoj grb.